# Pavel Drsek
Pavel Drsek [ˈpavɛl ˈdr̩sɛk] (* 22. September 1976 in Kladno) ist ein ehemaliger tschechischer Fußballspieler auf der Position des Innenverteidigers.

## Karriere

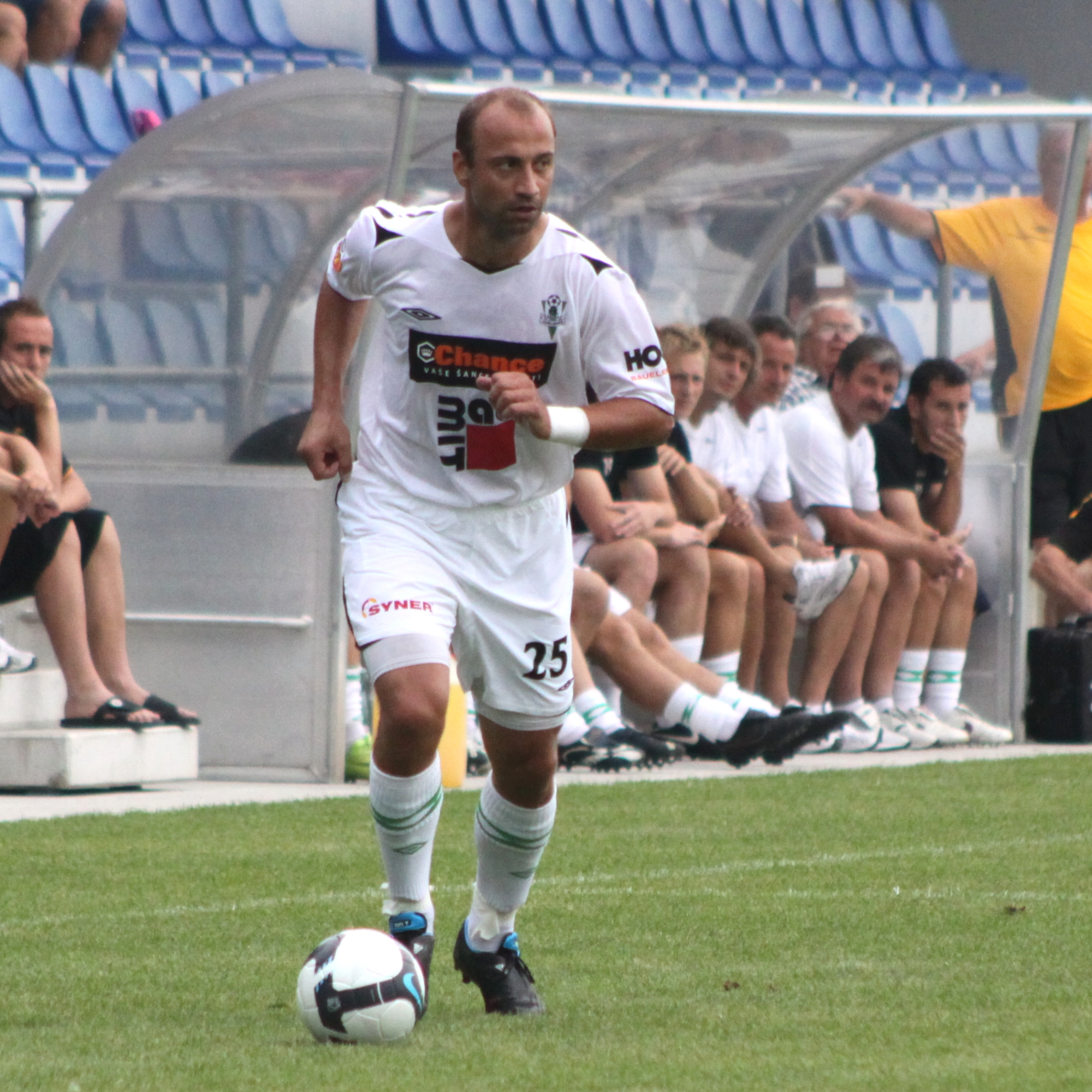
Pavel Drsek im Dress des FK Baumit Jablonec

Drsek begann seine fußballerische Laufbahn 1981 bei Lokomotiva Kladno und spielte anschließend zwischen 1986 und 1993 bei Poldi Kladno. In den Jahren 1994 und 1995 stand er erneut im Aufgebot bei Lokomotiva Kladno. Weitere Vereine waren 1995 Union Cheb und der FK Tachov. 1996 ging er nach Cheb zurück, wechselte aber noch im selben Jahr zum SK Kladno. 1997 spielte Drsek zuerst für den SK Rakovník und ging dann zum FK Chmel Blšany.
1999 unterschrieb er einen Vertrag beim MSV Duisburg. Nach sechs Jahren, in denen er für Duisburg 155 Spiele in der 2. Bundesliga (17 Tore) sowie 12 Bundesligaspiele (ein Tor) absolvierte, kam der Innenverteidiger im Sommer 2005 ablösefrei zum VfL Bochum. In der Zweitligamannschaft der Saison 2005/06 des VfL Bochum hatte der 1,91 m große Drsek einen Stammplatz.
Im Sommer 2008 wechselte Drsek zu Panionios Athen, bestritt für den griechischen Erstligisten jedoch nur ein Ligaspiel und kehrte im Januar 2009 zu SK Kladno zurück.  Zur Saison 2009/10 wechselte Drsek zum FK Baumit Jablonec. Ab dem 1. Juli 2011 spielte er für den FK Bohemians Praha für eine Saison. Seit dem 1. Juli 2012 spielt Pavel Drsek kein professionelles Fußball mehr.

## Erfolge
- Aufstieg in die 1. Bundesliga 2006 mit dem VfL Bochum
- Aufstieg in die 1. Bundesliga 2005 mit dem MSV Duisburg
- Aufstieg in die 1. tschechische Liga 1998 mit Chmel Blšany